# نوما-دنی فوستل دو کولانژ
نوما-دنی فوستل دو کولانژ (به فرانسوی: Numa-Denis Fustel de Coulanges) مورخ قرن نوزدهم میلادی اهل فرانسه است. نوما در ۱۸ می۱۸۳۰ در پاریس به دنیا آمد و در ۱۲ سپتامبر ۱۸۸۹ در ماسی از دنیا رفت. معروفترین اثر وی شهر آنتیک (به فرانسوی: La Cité antique) است که در سال ۱۸۶۴ به انتشار رسید.
کتاب شهر باستانی: مطالعه ای در مورد دین، قوانین و نهادهای یونان و روم (به فرانسوی: La Cité antique)، منتشر شده در سال 1864، مشهورترین کتاب اوست. با الهام از رنه دکارت، و بر اساس متون مورخان و شاعران باستانی، به بررسی ریشه های باستانی ترین نهادها در جهان یونانی-رومی می پردازد.